# بخش مرکزی شهرستان سیرجان
بخش مرکزی شهرستان سیرجان یکی از بخش‌های شهرستان سیرجان در استان کرمان ایران است.

## تقسیمات کشوری
| بخش   | مرکز بخش | جمعیت بخش ۱۳۹۵ | نام دهستان | مرکز دهستان | جمعیت دهستان ۱۳۹۵ | شهر           | جمعیت شهر ۱۳۹۵         |
| ----- | -------- | -------------- | ---------- | ----------- | ----------------- | ------------- | ---------------------- |
| مرکزی | سیرجان   | ۲۴۵٬۲۰۳ نفر    | شریف‌آباد   | شریف‌آباد    | ۱۶٬۸۶۱ نفر        | سیرجان نجف‌شهر | ۱۹۹٬۷۰۴ نفر ۲۰٬۱۶۴ نفر |
| مرکزی | سیرجان   | ۲۴۵٬۲۰۳ نفر    | نجف آباد   | نجف آباد    | ۸٬۴۷۴ نفر         | سیرجان نجف‌شهر | ۱۹۹٬۷۰۴ نفر ۲۰٬۱۶۴ نفر |